# Ventilación (extinción de incendios)

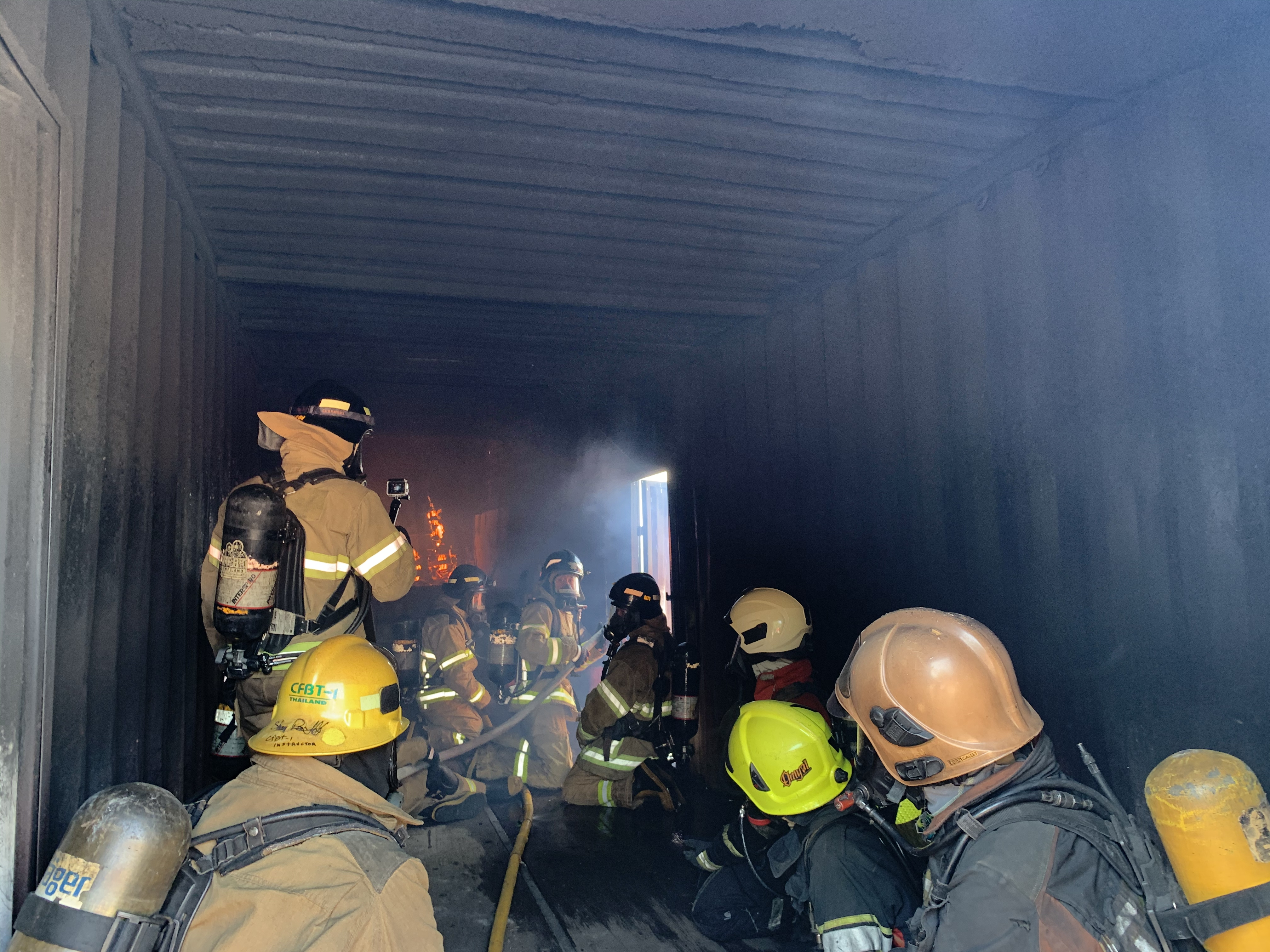
Curso internacional de instructor de entrenamiento de comportamiento contra incendios y ventilación táctica

La ventilación es parte de las tácticas estructurales de extinción de incendios e implica la expulsión de calor y humo de un edificio en llamas, lo que permite a los bomberos encontrar personas atrapadas con mayor facilidad y seguridad y atacar el fuego. Si un gran incendio no está adecuadamente ventilado, no solo será mucho más difícil de combatir, sino que también podría acumular suficiente humo mal quemado para crear una explosión de humo o suficiente calor para crear un flashover. Por el contrario, una ventilación mal colocada o programada puede aumentar el suministro de aire del fuego, haciendo que crezca y se propague rápidamente. El flashover puede hacer que la temperatura dentro del edificio alcance un pico de más de 1,000 °C (1,830 °F).

## Tipos de ventilación
En general, existen dos tipos de ventilación; vertical y horizontal. Sus nombres se refieren a las ubicaciones generales de los puntos de salida previstos del calor y el humo a ventilar. La ventilación vertical se lleva a cabo a través de orificios hechos en el techo, generalmente por las compañías de camiones durante las primeras etapas de un incendio en un proceso conocido colectivamente como operaciones de techo, mientras que la ventilación horizontal suele tener lugar a través de puertas y ventanas. El objetivo de cada uno es eliminar el calor y el humo para aumentar las posibilidades de supervivencia de los ocupantes atrapados y / o para que las líneas de agua puedan avanzar hacia la estructura y combatir las llamas de manera más efectiva. Si bien sus objetivos son similares, sus aplicaciones son diferentes; ambos requieren una buena sincronización y coordinación para que un mayor flujo de aire a través de una estructura no contribuya a la propagación del fuego.

## Métodos
Los ventiladores mecánicos se pueden usar para proporcionar ventilación de presión positiva cuando se usan en conjunto con aberturas existentes, como ventanas, tragaluces o salidas de calor / humo en el techo; o cortando nuevas salidas de aire en el edificio. Si no hay un agujero existente adecuado, los bomberos pueden usar su equipo para hacer uno, como sierras especializadas, para hacer un gran agujero en el techo. Un chorro de manguera cónico dirigido alrededor de una abertura (de una ventana o puerta, etc.) arrastra el humo y, por lo tanto, aumenta la tasa de escape del humo del espacio. Este es un proceso llamado "ventilación hidráulica". Esta estrategia puede usarse cuando el fuego es pequeño y la protección de la propiedad del daño causado por el humo se puede lograr de manera segura. También se puede usar de manera más agresiva cuando una estructura está "completamente involucrada" y el humo está obstruyendo la vista de los puntos calientes por parte del inyector.
Los edificios de gran altura a veces también incorporan ventiladores para producir una presión positiva en las escaleras y los huecos de los ascensores para reducir la infiltración de humo en esos espacios.
Cuando las ventanas de vidrio en una estructura en llamas explotan debido a la presión y el calor internos, o el fuego quema a través del techo, se puede decir que se han "autoventilado" o "autoventilado".